# Chrétien de Troyes

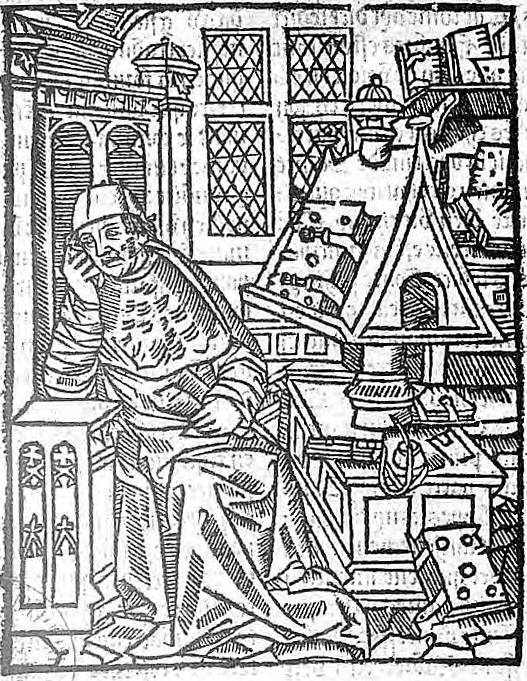
Chrétien de Troyes in seinem Arbeitszimmer (Fantasiedarstellung auf einem Holzschnitt von 1530)

Chrétien de Troyes [kʁ̥eti̯ˌɛ̃ːdətʁ̥ɔ̯ˈaː] (* um 1140 in Troyes; † um 1190), deutsch Christian von Troyes, war ein französischer Autor.
Chrétien gilt als Begründer der Gattung Höfischer Roman und als dessen wichtigster Vertreter in der altfranzösischen Literatur. Seine Versromane haben darüber hinaus die Literatur und Kunst europaweit nachhaltig beeinflusst. Sie waren zum Beispiel Vorlage für die mittelhochdeutschen Epiker Hartmann von Aue und Wolfram von Eschenbach.

## Leben
Konkrete Lebensdaten Chrétiens sind nicht bekannt, außer dass er sich in seinem Roman Erec et Enide als aus Troyes stammend bezeichnete (er schrieb im Dialekt der Champagne, weshalb die betreffende Zeile „Por ce dit Crestiiens de Troies“ lautet) und dass er eine gute Bildung nach Art eines Klerikers genossen haben muss. Seine Schaffenszeit erstreckte sich offensichtlich von zirka 1160 bis in die 1180er-Jahre hinein. Einer seiner Romane, Lancelot, wurde nach Auskunft der Widmung im Auftrag der Gräfin Marie de Champagne verfasst, die diesen Titel durch ihre Heirat 1164 erhielt; sein letztes und unvollendetes Werk, der Conte du Graal, ist Graf Philipp von Flandern gewidmet, der diesen Titel 1169 übernahm und 1180 (was die offenbar vor diesem Zeitpunkt verfasste Widmung nicht erwähnt) Regent von Frankreich wurde. Chrétien muss also jeweils nach 1164 und vor bzw. um 1180 zeitweilig in Beziehung zu den genannten Fürsten gestanden haben.
Das Publikum Chrétiens waren diese und andere fürstliche Mäzene samt Gattinnen, Hofdamen und Edelfräulein, sowie der an ihren Höfen lebende oder verkehrende kleinere und mittlere Militär- und Verwaltungsadel. Sein Schaffen dokumentiert den Höhepunkt der Macht dieser Territorialfürsten (Herzöge, Grafen u. ä.), deren Höfe im 11. und 12. Jahrhundert als Macht- und Kulturzentren mit dem Hof der französischen Könige rivalisierten.

## Schaffen
Die Werke Chrétiens sind nicht vollständig erhalten. Überliefert sind vor allem fünf Romane, deren Stoffe überwiegend aus der sogenannten Matière de Bretagne stammen, dem keltisch-britannischen Sagenkreis um König Artus. Diesem Sagenkreis liegen vermutlich mündlich verbreitete Geschichten zugrunde, wie sie im walisischen Mabinogion und den irischen echtrai (Erzählungen von Abenteuerreisen) verarbeitet sind. Diese Stoffe reichert Chrétien an mit erfundenen Episoden und verlegt die Handlungen in eine Welt, die dem höfischen Zeitgeist entsprach. Die Vorstellungen des Minnedienstes, wie sie in der Troubadourlyrik entwickelt worden waren, fließen in seine Epen ein; hauptsächlich ist die Minne Inhalt der zahlreichen Dialoge und inneren Monologe. Sein Verfahren, aus verschiedenen Elementen eine kunstvoll strukturierte und bedeutungsvolle Handlung zu schaffen, nennt Chrétien mit schriftstellerischem Selbstbewusstsein eine molt bele conjointure (eine „sehr schöne Verbindung“).
Seinen Roman Cligès leitet er mit einem Werkverzeichnis ein, das bis etwa 1170 reicht. Gemäß diesen Angaben hätte er zuerst Erec et Enide verfasst, später die Übertragungen der Ars amatoria und der Remedia amoris Ovids, dann eine Geschichte von „König Marke und der blonden Isolde“ sowie drei Bearbeitungen von Verwandlungssagen aus Ovids Metamorphosen. Die genannten Werke sind, bis auf den Erec und die Verwandlungssage um Philomena, die Nachtigall, nicht erhalten geblieben.
Von Chrétiens Werken sind, neben wenigen Gedichten zur höfischen Liebesthematik, vor allem Romane mit paarweise gereimten Achtsilbern der Nachwelt überliefert worden:
Érec et Énide (entstanden nach 1160) ist die Geschichte des Königsohns Érec. Nachdem der Ritter sich früh am Artushof ausgezeichnet hat, heiratet er eine junge Frau namens Énide. Aus Liebe vernachlässigt er seine ritterlichen Pflichten. Von ihr darauf hingewiesen, erkennt er seinen Fehler, zweifelt aber an ihrer Liebe und zieht mit ihr gemeinsam zu Abenteuern aus. Érec besteht zahlreiche Kämpfe, erfährt im Gegenzug die Treue seiner Gemahlin und kehrt ruhmvoll an den Artushof zurück. Später folgt er seinem Vater Lac als König nach.
Cligès (entstanden zwischen 1165 und 1170) hat 6784 Verse ist in zwei Teile gegliedert: einer Vorgeschichte und der eigentlichen Erzählhandlung. Der erste Teil erzählt vom byzantinischen Kaisersohn Alexandre, der zum Artushof reist, sich dort in die Hofdame Soredamors verliebt, sie heiratet und nach längerer Zeit mit ihr und seinem Söhnchen Cligès nach Byzanz zurückkehrt. Inzwischen hat sein jüngerer Bruder Alis den Thron okkupiert. Kurz darauf stirbt Alexandre und Alis bleibt Kaiser, da er das Versprechen bricht, seinem Neffen Cligès den Thron zu überlassen. Alis bricht das Gelübde, unverheiratet zu bleiben und beschließt, Fenice, die Tochter des deutschen Kaisers, zu ehelichen. Eine byzantinische Delegation erreicht Köln; darunter ist auch Cligès, der sich in Fenice verliebt und die Braut seines Onkels zur Frau begehrt. Eine zauberkundige Amme sorgt dafür, dass Fenice, die Alis heiraten muss, von diesem nur in seinen Träumen berührt wird. Cligès, der das Warten nicht erträgt, geht auf Abenteuerfahrt zu König Artus. Nach seiner Rückkehr gelingt es ihm, Fenice als scheinbar Tote zu entführen und im Verborgenen eine Weile zu lieben. Beide werden entdeckt. Das Paar muss flüchten, bis es nach dem Tode Alis (anders als Tristan die Isolde) Fenice heiraten  und den Thron besteigen kann. Der Beginn des Cligès enthält die berühmte These von der „translatio studii“, der Weitergabe der Gelehrsamkeit, die von den Griechen an die Römer und von diesen an die Franzosen übergegangen sei.
Le Chevalier de la charrette (entstanden um 1170) ist die bunte Geschichte der Abenteuer, die der junge Ritter Lancelot besteht, um die entführte Königin Guenièvre, die Gattin von König Artus, zu finden und ihr seine entsagungs- und hingebungsvolle Liebe zu beweisen (welche einmal kurz belohnt wird). Die letzten 1000 Verse des Lancelot wurden von einem gewissen Godefroi de Lagny verfasst, offenbar mit Wissen und nach Plänen Chrétiens, der in diesem Auftragswerk von Anbeginn an etwas lustlos wirkt.
Le Chevalier au lion (entstanden gegen 1170) ist eine Geschichte des Artusritters Yvain, der die junge Witwe eines von ihm im ritterlichen Zweikampf getöteten Burgherrn heiratet, sich bald von ihr beurlauben lässt und auf Abenteuerfahrt geht. Den gesetzten Jahrestermin seiner Rückkehr vergisst der Ritter, der seine Frau erst nach vielen bestandenen Prüfungen versöhnen kann, in denen er sich zum idealen Ritter läutert.
Perceval oder Li Contes del Graal (begonnen um 1180 für Philipp von Flandern) ist der Versuch, die Gattung des Höfischen Romans mit christlichen Elementen und dem Mythos vom Heiligen Gral zu durchdringen. Der Roman erzählt die Geschichte des in einer Waldeinsamkeit aufgewachsenen Jungen Perceval, der zum Artusritter und Gralsucher wird. Neben der Perceval-Handlung erzählt Chrétien die Geschichte des Ritters Gauvain. Das Werk, das Chrétien sichtlich als Summe und Höhepunkt seines Denkens und Schaffens geplant hatte, blieb zunächst, offenbar durch seinen Tod, nach rund 9000 Versen unvollendet. Das Fragment wurde später von mehreren unbekannten Fortsetzern weitergeführt und auf etwa 32000 Verse verlängert.
Der Abenteuerroman Guillaume d’Angleterre wurde lange Chrétien de Troyes zugeschrieben. Die Geschichte um einen fiktiven englischen König stammt gemäß neuerer Forschung von einem, außer seinem Namen Chrestien, unbekannten Verfasser.

## Nachleben
Chrétiens Erec und Yvain wurden schon vor oder um 1200 von Hartmann von Aue in mittelhochdeutschen Versen nachgedichtet, der Perceval bald nach 1200 von Wolfram von Eschenbach – ein Zeichen dafür, wie vorbildhaft die französische Literatur insgesamt in Frankreichs Nachbarländern zu dieser Zeit wirkte.
In Frankreich wurden im 13. Jahrhundert fast alle Romane Chrétiens für ein überwiegend städtisches Publikum in Prosa umgeschrieben. Vor allem der umfangreiche Prosa-Lancelot fand weite Verbreitung und wurde bis ins 15. Jahrhundert hinein abgeschrieben und gelesen.
Im England des 15. Jahrhunderts kompilierte Sir Thomas Malory verschiedene Stränge der Artus-Sagen. Noch Richard Wagner inspirierte sich (vermittelt über Wolfram) an Stoffen Chrétiens.

## Liste der Werke
- Erec et Enide (etwa 1170); dt. Erec und Enide: siehe Erec von Hartmann von Aue
- Cligès (etwa 1176)
- Le Chevalier de la charrette (etwa 1177–1181); dt. Lancelot oder der Karrenritter
- Yvain ou Le Chevalier au lion (etwa 1177–1181); dt. Iwain oder der Löwenritter: siehe Iwein von Hartmann von Aue
- Li Contes del Graal ou Le roman de Perceval (1182–1191), nicht vollendet; dt. Perceval oder die Erzählung vom Gral
- Guillaume d’Angleterre (um 1175); dt. Wilhelm von England (vermutlich nicht von Chr. de Troyes, sondern einem anderen Chrétien verfasst)

## Werkausgaben und Übersetzungen
- Les romans de Chrétien de Troyes. Édités d’après la copie de Guiot (Bibl. Nat., fr. 794). 5 Bände (in 6). H. Champion, Paris (Text altfranzösisch, Einleitung und Glossar französisch);
  - Band 1: Erec et Enide (= Les Classiques Français du Moyen Âge. Nr. 80, ISSN 0755-1959). Publié par Mario Roques. 1952 (Nachdruck. ebenda 2009, ISBN 978-2-7453-1955-5);
  - Band 2: Cligés. (= Les Classiques Français du Moyen Âge. Nr. 84). Publié par Alexandre Micha. 1957 (Nachdruck. ebenda 1982, ISBN 2-85203-045-4);
  - Band 3: Le Chevalier de la Charrete (= Les Classiques Français du Moyen Âge. Nr. 86). Publié par Mario Roques. 1958 (Nachdruck. ebenda 1997, ISBN 2-85203-807-2);
  - Band 4: Le Chevalier au Lion (Yvain) (= Les Classiques Français du Moyen Âge. Nr. 89). Publié par Mario Roques. 1960 (Nachdruck. ebenda 1999, ISBN 2-7453-0210-8);
  - Band 5 Teilband 1: Le Conte du Graal (Perceval) (= Les Classiques Français du Moyen Âge. Nr. 100). Band 1: Vers 1–6008. Publié par Félix Lecoy. 1972, (Nachdruck. ebenda 1990, ISBN 2-85203-039-X);
  - Band 5 Teilband 2: Le Conte du Graal (Perceval) (= Les Classiques Français du Moyen Âge. Nr. 103). Band 2: Vers 6009–8960. Publié par Félix Lecoy. 1975, ISBN  (Nachdruck. ebenda 1998, ISBN 2-85203-910-9).
- Alfons Hilka: Der Percevalroman (= Christian von Troyes sämtliche Werke. Band 5). Halle an der Saale 1932.

## Wörterbuch
- Wendelin Foerster: Wörterbuch zu Kristian von Troyes’ sämtlichen Werken. Revidiert und neubearbeitet von Hermann Breuer. 5., unveränderte Auflage. Niemeyer Tübingen 1973, ISBN 3-484-50006-9.